# Yu Hua (wioślarka)
Yu Hua (chiń. 余华; ur. 19 stycznia 1981 w Hubei) – chińska wioślarka.

## Osiągnięcia
- Igrzyska Olimpijskie – Sydney 2000 – dwójka podwójna wagi lekkiej – 10. miejsce[1].
- Mistrzostwa Świata – Eton 2006 – czwórka podwójna wagi lekkiej – 1. miejsce[1].
- Mistrzostwa Świata – Monachium 2007 – czwórka podwójna wagi lekkiej – 3. miejsce[1].
- Igrzyska Olimpijskie – Pekin 2008 – dwójka podwójna wagi lekkiej – 5. miejsce[1].